# Faith Obilor
Faith Friday Obilor (Aba, 5 marzo 1991) è un calciatore nigeriano, difensore del PDRM.

## Palmarès

### Club

#### Competizioni nazionali
- Suomen Cup: 2

RoPS: 2013
HJK: 2016-2017
- Campionato finlandese: 2

HJK: 2017, 2018